# Roberto Caruso
Roberto Caruso (ur. 23 maja 1967 w Sannicandro di Bari) – włoski kolarz szosowy, srebrny medalista mistrzostw świata w kategorii amatorów.

## Kariera
Największy sukces w karierze Roberto Caruso osiągnął w 1990 roku, kiedy zdobył srebrny medal w wyścigu ze startu wspólnego amatorów na mistrzostwach świata w Utsunomiya. W zawodach tych wyprzedził go jedynie jego rodak Mirko Gualdi, a trzecie miejsce zajął Francuz Jean-Philippe Dojwa. Był to jednak jedyny medal wywalczony przez Caruso na międzynarodowej imprezie tej rangi. Ponadto wygrał między innymi Gran Premio di Lugano w 1993 roku oraz Tre Valli Varesine w latach 1995 i 1997. Trzykrotnie startował w Giro d'Italia, najlepszy wynik osiągając w 1996 roku, kiedy zajął 66. miejsce. W 1998 roku wystartował w Tour de France, ale wycofał się przed końcem rywalizacji. Nigdy nie wystartował na igrzyskach olimpijskich. W 1998 roku zakończył karierę.